# (361861) 2008 ED69
2008 إي دي 69 (ويعرف أيضًا باسم (361861) 2008 إي دي 69 وفق تسمية الكوكب الصغير) (بالإنجليزية: 2008 ED69)‏ هو كويكب ضمن حزام الكويكبات؛ وترتيبه 361861 من حيث الاكتشاف.
اكتُشف هذا الجُرم الفلكي بواسطة ماسح السماء كاتالينا في 11 مارس 2008.

## وصلات خارجية
- (361861) 2008 ED69 في قاعدة بيانات مختبر الدفع النفاث لأجرام النظام الشمسي الصغيرة

- الاكتشاف · مخطط المدار ·  العناصر المدارية · المعلمات المادية

- (361861) 2008 ED69 على موقع ويكي سكاي: DSS2, SDSS, GALEX, IRAS, Hydrogen α, X-Ray, Astrophoto, Sky Map, Articles and images